# Lycaena partimauroradiata
Lycaena partimauroradiata är en fjärilsart som beskrevs av Bright och Leeds 1938. Lycaena partimauroradiata ingår i släktet Lycaena och familjen juvelvingar. Inga underarter finns listade i Catalogue of Life.